# Aalhaut (Tierprodukt)
Als Aalhaut bezeichnet man die abgezogene Haut von Aalen. Sie wurde geräuchert oder gegerbt bis in das 19. Jahrhundert zum Herstellen von Schnüren, Bändern und Riemen verwendet. Insbesondere zur Befestigung von Dreschflegeln wurde in Norddeutschland Aalhaut dem Leder vorgezogen. Auch Zaumzeug wurde aus Aalhaut gefertigt. Die Kirgisen verwendeten Aalhaut auch als Fensterscheiben.